# Commission islamique d'Espagne
 (juillet 2023).
Si vous disposez d'ouvrages ou d'articles de référence ou si vous connaissez des sites web de qualité traitant du thème abordé ici, merci de compléter l'article en donnant les références utiles à sa vérifiabilité et en les liant à la section « Notes et références ».
La Commission islamique d'Espagne (espagnol : Comisión Islámica de España) est l'organe représentatif officiel de l'islam et des musulmans devant la citoyenneté et devant l'Administration espagnole pour la représentation, négociation, signature et suivi des accords Islam – État adoptés dans la Loi 26/1992.
La Commission islamique d'Espagne se réunit périodiquement avec des représentants de l'Administration dans la Commission Mixte Paritaire; en plus des communications conjoncturelles avec le ministère de la Présidence sur les initiatives législatives, et avec la Direction Générale des Affaires religieuses du ministère de la Justice.

## Historique
En 1967, on promulgue en Espagne la première loi qui permet aux musulmans de s'organiser, après une parenthèse de quatre siècles, en constituant en 1968 la première association musulmane à Melilla, de caractère local, et en 1971, de domaine national avec siège central à Madrid, l'Association musulmane en Espagne (AME).
Après l'actuelle Constitution de l'Espagne, on promulgue la Loi Organique de Liberté religieuse, maintenant en vigueur, et on constitue l'Union de communautés islamiques d'Espagne (UCIDE), en créant aussi la Fédération espagnole de sociétés religieuses islamiques (FEERI), en procédant tous les deux à constituer conjointement la Commission islamique d'Espagne (CIE), laquelle s'intègre dans le Conseil musulman de coopération en Europe (CMCE), organe représentatif devant l'Union européenne.

## Représentants
La direction de la CIE est occupée par les présidents de ces deux fédérations, UCIDE et FEERI :
- Vice-président (par la FEERI) : Mohamed Hamed Ali, président de la Communauté musulmane de Ceuta, et président de la FEERI ;
- Président (par l'UCIDE) : seigneur, commandeur de l'ordre du Mérite civil, et vice-président du CMCE.